# Andrew Barton Paterson
Andrew Barton Paterson (n. 17 de febrero de 1864 – fallecido el 5 de febrero de 1941), apodado y más conocido como "Banjo", fue un famoso poeta y periodista australiano. Escribió numerosas baladas y poemas acerca de la vida australiana, enfocándose particularmente en el ambiente rural y las áreas periféricas, incluyendo el distrito de Binalong en Nueva Gales del Sur, donde pasó mucho tiempo de su infancia. Algunos de los poemas más notables de Paterson son "Waltzing Matilda", "The Man from Snowy River" y "Clancy of the Overflow".

## Biografía
Banjo Paterson nació en Narambla, cerca de Orange, Nueva Gales del Sur, siendo el hijo mayor de Andrew Bogle Paterson, un inmigrante escocés proveniente de Lanarkshire y de Rose Isabella Barton, australiana. La familia Paterson vivió en Buckinbah Station hasta sus 5 años. Cuando su tío fallece, la familia Paterson se mudó a la granja ubicada en Illalong, cercana a Yass (Nueva Gales del Sur), a mitad de camino entre Melbourne y Sídney. Durante esta época vivió varias experiencias de trabajo rural, especialmente con caballos, elemento que estaría presente en su obra más tarde.
La primera educación de Paterson corrió por cuenta de una profesora particular, pero cuando él fue capaz de montar un pony, comenzó a estudiar en la escuela rural de Binalong. En 1874 Paterson fue enviado a la Sydney Grammar School, obteniendo buenas calificaciones tanto en el estudio como en los deportes. Durante este tiempo, vivió en un "cottage" llamado Rockend, en los suburbios de Gladesville. Este "cottage" está actualmente listado como patrimonio estatal. Se matriculó a los 16 años, y comenzó a trabajar como aprendiz en una firma legal. El 28 de agosto de 1886 fue admitido como "qualified solicitor" (abogado que realiza tareas menores).
En 1885, Paterson comenzó a escribir y publicar su poesía en la edición de la revista 'The Bulletin' usando el pseudónimo de "The Banjo", nombre de su caballo favorito. Paterson, al igual que 'The Bulletin', era un ardiente nacionalista, y en 1889 publicó un panfleto llamado 'Australia for the Australians' (Australia para los australianos) donde expresaba su desdén por la mano de obra barata y su admiración por el trabajo duro y el espíritu nacionalista. En 1890, Banjo escribió  "The Man from Snowy River", un poema que intenta retratar el espíritu de la nación, en 1895 una colección de sus trabajos fue publicada bajo ese nombre. Este libro es el más vendido dentro de la llamada "Bush poetry" (poesía del monte) y aún hoy es reeditado. Paterson también fue periodista, abogado, jockey, soldado y granjero.
El 8 de abril de 1903 contrajo matrimonio con Alice Emily Walker in Tenterfield (Nueva Gales del Sur). Su primera casa fue en Queen Street, Woollahra. Tuvieron dos hijos, Grace (nacida en 1904) y Hugh (nacido en 1906).
Paterson se convirtió en corresponsal de guerra para los periódicos The Sydney Morning Herald y The Age durante la Segunda Guerra de los Bóeres, navegando hacia Sudáfrica en octubre de 1899. Sus descripciones del rendimiento en Bloemfontein (fue el primer corresponsal en informarlo), la captura de Pretoria y la liberación de Kimberley atrajeron la atención de la prensa británica. También fue corresponsal durante el Levantamiento de los bóxers, donde conoció a George Ernest Morrison, de quien más tarde escribiría. Fue editor del diario Sydney Evening News (entre 1904 y 1906) y del Town and Country Journal. (entre 1907 y 1908).
Durante la Primera Guerra Mundial, Paterson no consiguió convertirse en corresponsal para cubrir la lucha en Flanders, pero se convirtió en conductor de ambulancia con el cuerpo de Voluntarios del Hospital de Australia, en Wimereux, Francia. Regresó a su país natal en 1915 y, como veterano de guerra, realizó tres viajes con caballos en África, China y Egipto.
Murió de un ataque al corazón en Sídney el 5 de febrero de 1941. Su tumba, junto a la de Alice Walker, están en el Northern Suburbs Memorial Gardens and Crematorium, de Sídney.

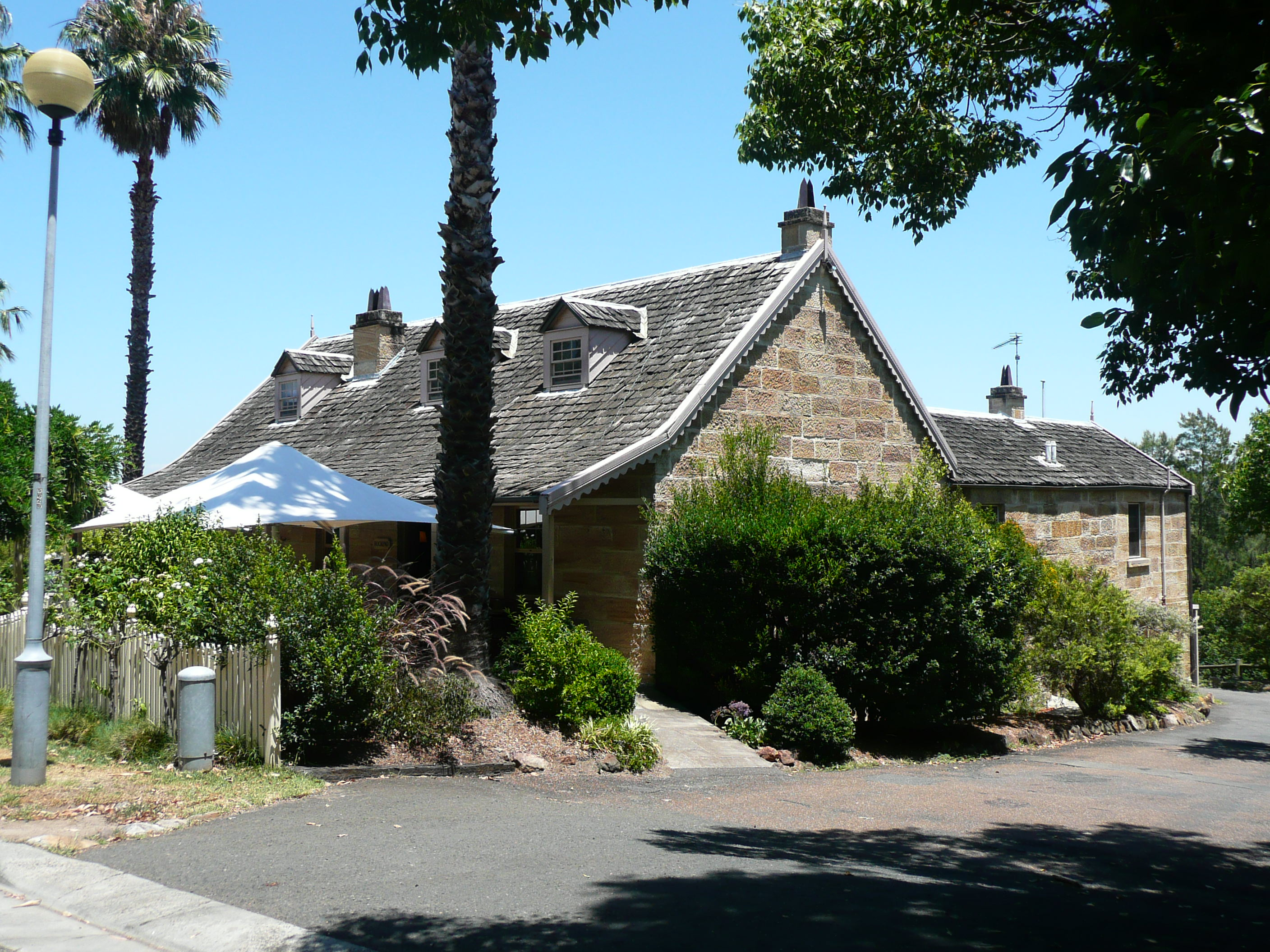
El "cottage" Rockend (de Gladesville), donde Paterson vivió durante la década de 1870 y 1880.

## Obras
Uno de sus más famosos poemas es "Waltzing Matilda", que fue musicalizado y se convirtió en una de las más conocidas canciones australianas. Otras obras son "The Man from Snowy River", que inspiró una película en 1982 y una serie de televisión en la década de 1990, y "Clancy of the Overflow", la historia de un pastor de ganado de Queensland.
Los poemas de Paterson presentan en su mayoría una visión romántica de la vida en la Australia rural.  
Escribió dos novelas; An Outback Marriage (1906) and The Shearer's Colt (1936), varias historias cortas; Three Elephant Power and Other Stories (1917), y un libro basado en sus experiencias como corresponsal de guerra; Happy Dispatches (1934). También escribió el libro infantil The Animals Noah Forgot (1933)
Durante agosto del 2008 se dio a conocer que un poema desconocido hasta ese entonces había sido encontrado en un diario de guerra escrito mientras duraba la Guerra de los bóeres.

## Reconocimientos
Su imagen aparece en la moneda de 10 dólares australianos, con una ilustración inspirada en "The Man From Snowy River" y parte del texto del poema.
Un colegio de Arundel (en la Gold Coast, Australia) y la biblioteca del Sydney Grammar School llevan su nombre.

## Lista de obras
- Clancy of the Overflow (1889)
- The Man from Snowy River (1890)
- In Defense of the Bush (1892)
- The Man from Ironbark (1892)
- Waltzing Matilda (1895)
- Hay and Hell and Booligal (1896)
- Mulga Bill's Bicycle (1896)
- T.Y.S.O.N. (1898)
- We're All Australians Now (1915)